# برج السويكت
برج السويكت (بالإنجليزية: Suwaiket Tower)‏ ، هي مبنى سكني وأطول ناطحة سحاب في المنطقة الشرقية من المملكة العربية السعودية، وهي تطل على ساحل الخليج العربي، وحمل البرج باسم برج الظهران، وتكونت من 46 طابقاً بارتفاع نحو 185 متر، وكانت تكلفة البناء نحو 300 مليون ريال سعودي أي 80 مليون دولار أمريكي، والتي شكلت نهضة معمارية جديدة في المنطقة، وقد أنشأها مجموعة السويكت القابضة، وتقع في تقاطع طريق الخبر - الدمام مع شارع الأمير سلطان على بعد 40 دقيقة من مطار الملك فهد الدولي.
مملوكة للملياردير/ مبارك السويكت الهاجري